# Ruta 10 (Paraguay)
La Ruta Nacional PY10 "Las Residentas", conocida por su nombre antiguo "Ruta Paraguarí-Villarrica", es una carretera de Paraguay que comunica la ciudad de Naranjal con la ciudad de Paraguarí. Su extensión es de unos 242 km.
Anteriormente se denominaba Ruta 10 a la ruta que une Puerto Rosario con Salto del Guairá, pero por Resolución 1090/19 del MOPC, del tramo comprendido desde Puerto Rosario hasta San Estanislao forma parte de la Ruta PY22, y el tramo desde San Estanislao hasta Salto del Guairá forma parte de la Ruta PY03.

## Recorrido
Las ciudades y pueblos de más de 1000 habitantes que recorre de oeste a este son:
| Kilómetro | Localidad                  | Departamento | Empalme |
| --------- | -------------------------- | ------------ | ------- |
| 0         | Paraguarí                  | Paraguarí    | PY01    |
| 22        | Sapucai                    | Paraguarí    |         |
| 32        | Gral. Bernardino Caballero | Paraguarí    |         |
| 56        | Tebicuarymi                | Paraguarí    |         |
| 60        | Coronel Martínez           | Guairá       |         |
| 72        | Félix Pérez Cardozo        | Guairá       |         |
| 81        | Villarrica                 | Guairá       | PY08    |
| 86        | Mbocayaty del Guairá       | Guairá       |         |
| 132       | Paso Yobái                 | Guairá       | PY13    |
| 154       | San Agustín                | Caazapá      |         |
| 183       | Tuparendá                  | Caazapá      |         |
| 196       | San Cristóbal              | Alto Paraná  |         |
| 242       | Naranjal                   | Alto Paraná  | PY06    |

## Largo
| Departamento | km  |  |  |
|              |     |  |  |
| Paraguarí    | 58  |  |  |
| Guairá       | 95  |  |  |
| Caazapá      | 44  |  |  |
| Alto Paraná  | 45  |  |  |
|              |     |  |  |
| Total        | 242 |  |  |

| Paraguay | Rutas Nacionales de Paraguay (recategorización por el M.O.P.C desde 2019) |  |
| --- | ------------------------------------------------------------------------- |  |
| PY01 - PY02 - PY03 - PY04 - PY05 - PY06 - PY07 - PY08 - PY09 - PY10 - PY11 PY12 - PY13 - PY14 - PY15 - PY16 - PY17 - PY18 - PY19 - PY20 - PY21 - PY22 |                                                                           |  |